# دورة تبريد بالاستنزاف
التبريد بالإستنزاف هي طريقة لتبريد الغازات والتي فيها يتم تبريد الغاز بعد ضغطه عن طريق تركه يتمدد وبالتالي يفقد طاقة حرارية إلي الوسط المحيط بمكان التبريد.
والغاز المُبرد بعد أن يتمدد يتم أخذه واستنزافه وتمريره في مبادل حراري حيث يقوم بتبريد الغاز المضغوط القادم من بداية الدورة.

## تاريخيًا
في عام 1985 قام سيمنز بتقديم مصطلح التبريد بالإستنزاف عن طريقة دورة سيمنز.

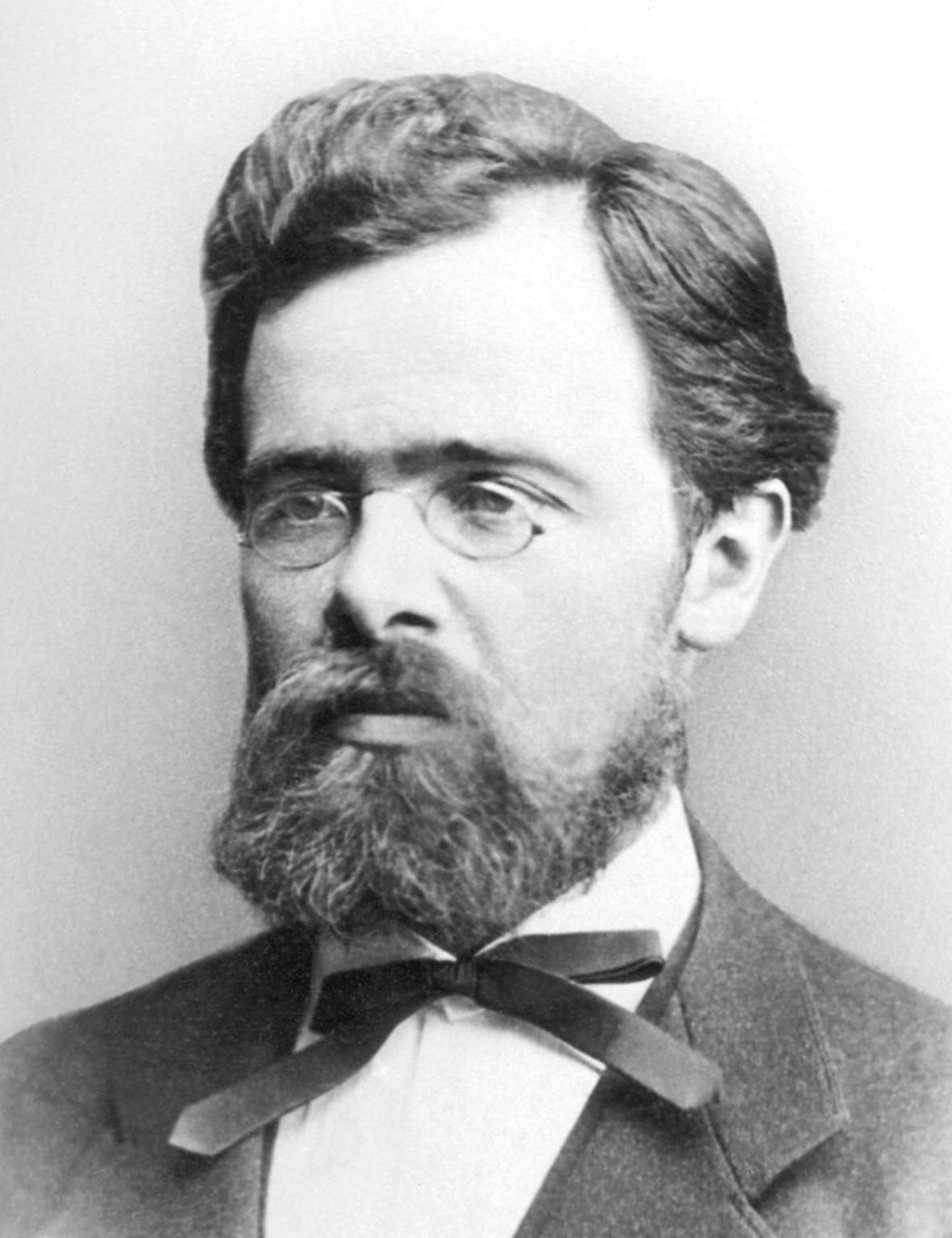
كارل فون ليندة سنة 1868

في عام 1985 قام ويليام هامبسون في انجلترا و كارل فون ليندة في ألمانيا  بشكل مستقل باختراع دورة هامبسون-ليندة لتسييل الهواء باستخدام تأثير جول-طومسون والتبريد بالإستنزاف.
في 10 مايو 1898 قام جيمس ديوار باستخدام دورة التبريد بالإستنزاف لتصنيع هيدروجين سائل بشكل ثابت.

## دورات الاستنزاف
- دورة ستيرلينغ
- جيفورج-ماكمون
- دورة فيوليمير
- مبرد الانبوبة النبضية